# R. I. Tres Corrales
R. I. Tres Corrales è un centro abitato del Paraguay, situato nel dipartimento di Caaguazú, a 193 km dalla capitale del paese, Asunción. Forma uno dei 21 distretti del dipartimento.

## Popolazione
Al censimento del 2002 la località contava una popolazione urbana di 242 abitanti (7.666 nel distretto).

## Caratteristiche
La località, che in passato è stata chiamata Tacuacorá e poi Tayaó, ha preso l'attuale nome in onore ad un reggimento che ebbe un importante ruolo durante la Guerra del Chaco: il nome per esteso di tale reggimento era Regimiento de Infantería 3 “Corrales” Il distretto fu creato nel 1982 e le principali attività economiche sono l'agricoltura e l'allevamento.